# Нижнее Гареево
Ни́жнее Гаре́ево (тат. Түбән Гәрәй) — деревня в Актанышском районе Республики Татарстан, в составе Чалманаратского сельского поселения.

## История
Деревня основана башкирами-гирейцами.
В 1795 году в 26 дворах проживало 136 башкир; в 1834 году — 317 башкир: в 1905 году — 743 башкира; в 1912 году — 796 башкир.

## Население
| 1795 | 1834 | 1859 | 1884 | 1897 | 1906 | 1913 | 1920 | 1926 | 1938 | 1949 | 1958 | 1970 | 1979 | 1989 | 2002 | 2010 | 2015 |
| ---- | ---- | ---- | ---- | ---- | ---- | ---- | ---- | ---- | ---- | ---- | ---- | ---- | ---- | ---- | ---- | ---- | ---- |
| 136  | 307  | 423  | 512  | 620  | 743  | 796  | 823  | 584  | 461  | 302  | 280  | 249  | 217  | 117  | 124  | 100  | 121  |

Национальный состав села: татары.